# Parcul Național Komodo
Parcul Național Komodo este o rezervație fondată în anul 1980 pe insulele Padar, Rinca și Komodo, inclusă în Patrimoniul UNESCO. Hidrosfera acestui parc prezintă straturi de iarbă de mare, mangrove, munți subacvatici, golfuri semiînchise și recife de corali, iar fauna este alcătuită din spongieri, pești, corali, balene, dugongi, rechini, țestoase marine, delfini, pisici de mare și varani (dragoni de Komodo).

## Vezi și
- Parcul Național Sevan
- Parcul Național Babiogórski

## Legături externe
- en Komodo National Park website Arhivat în 5 februarie 2007, la Wayback Machine.
- en Official UNESCO website